# Max Scharnberg
Max Flemming Bent Scharnberg, född 27 april 1933 i Köpenhamn, är en dansk-svensk forskare inom pedagogik. Vid sidan av sitt akademiska arbete har Scharnberg anlitats som sakkunnig i 27 rättsfall om sexuella övergrepp mot barn.  

## Forskning
Scharnberg, tidigare docent i pedagogik vid Uppsala universitet, har främst publicerat forskning inom eventuella avsiktliga förfalskningar av observationer hos Sigmund Freud och senare psykoanalytiker, samt inom området analys av rättslig bevisning. 
Scharnbergs primära metod utgörs av textanalys, huvudsakligen i form av metodologiska utvidgningar av den approach som Joseph Wolpe och Stanley Rachman tillämpat i sin re-analys av Freuds fallbeskrivning av "Lille Hans".
I dubbelvolymen The Non-Authentic Nature of Freud's Observations, utgiven 1993, framförde Scharnberg i den första volymen resultat som ligger i linje med de som publicerades samma år av Allen Esterson, Han Israëls och Morton Schatzman, nämligen att enbart Freud och inte patienterna tillskrev dem sexuella övergrepp. I den andra volymen presenterade Scharnberg en analys av de 100 patientfall som Felix Gattel publicerade 1898, en publicering som upprörde Freud som ansåg att de utgjorde plagiat av hans egna teorier.
I Lögnens psykologi - med tillämpningar inom affärslivet, utgiven 1994, lanserade Scharnberg begreppet tvillinglögn, vilket beskrivs som ett effektivt övertalningssätt för att etablera acceptans av ett medvetet oriktigt påstående. Det understryks också att personer som yrkesmässigt har att bedöma om någon ljuger, i praktiken är sämre på den typen av uppgift än lekmannen i gemen, ett resultat som även andra forskare presenterat.
Max Scharnberg var den förste forskaren som i ett akademiskt arbete argumenterade för att läkarna i da Costa-fallet var oskyldiga. I "Textual Analysis: A Scientific Approach for Assessing Cases of Sexual Abuse", vol. II, Uppsala Studies in Education 65, 1996 granskade Scharnberg da Costa-fallet med hjälp av textanalys.
År 2009 drogs en text av Scharnberg tillbaka av Uppsala universitet, enligt universitetet av formella skäl, medan Scharnberg själv hävdade att orsaken är att boken underminerade professor Eva Lundgren som var sakkunnig i Södertäljefallet.